# 竹岡美穂
竹岡 美穂（たけおか みほ、7月1日 - ）は、日本のイラストレーター。東京都出身。
第九回コバルトイラスト大賞受賞をきっかけにイラストレーターになる。小説家の竹岡葉月の実姉。タケオカミホ名義でも手がけている。
このライトノベルがすごい!のイラストレーター部門で、創刊から2015年まで上位にランクインしている。

## 作品

### 挿絵・イラスト
- ウォーターソング（著：竹岡葉月 / 集英社 / コバルト文庫）
- 丘の家のミッキー 新装版（著：久美沙織 / 集英社 / コバルト文庫）
- アリスシリーズ 新装版（著：田中雅美 / 集英社 / コバルト文庫）
- さよなら月の船（著：片山奈保子 / 集英社 / コバルト文庫）
- アクエルタルハ 1 - 3（著：風野潮 / ジャイブ / カラフル文庫）
- 千年の時をこえて シリーズ（著：沢村凜 / 学研 / エンタティーン倶楽部）
- ぴよぴよキングダム（著：木村航 / メディアファクトリー / MF文庫J）
- “文学少女”シリーズ（著：野村美月 / エンターブレイン / ファミ通文庫）
- 黄昏色の詠使い（著：細音啓 / 富士見書房 / 富士見ファンタジア文庫）
- 狩野俊介シリーズ 文庫版（著：太田忠司 / 東京創元社 / 創元推理文庫）
- ハムレット・シンドローム（著：樺山三英 / 小学館 / ガガガ文庫）
- スワロウテイルシリーズ（著：籘真千歳 / 早川書房 / ハヤカワ文庫）
- Θ 11番ホームの妖精シリーズ（著：籘真千歳 / 早川書房 / ハヤカワ文庫）
- ほしのこえ The voices of a distant star（原作：新海誠 / 著：大場惑 / メディアファクトリー / MF文庫ダ・ヴィンチ）
- ヒカルが地球にいたころ……（著：野村美月 / エンターブレイン / ファミ通文庫）
- 本の怪談シリーズ（著：緑川聖司 / ポプラ社 / ポプラポケット文庫）
- 『幸福論』（著：アラン / 訳：石川湧 / 角川学芸出版 / 角川ソフィア文庫）
- ロスト・グレイの静かな夜明け（著：野村行央 / 集英社 / コバルト文庫）
- 改訂版 センター試験 地理Bの点数が面白いほどとれる本（著：瀬川聡 / KADOKAWA・中経出版）
- 八木澤菊乃の遺言（著：飯田雪子 / ティー・オーエンタテインメント / TO文庫）
- 吸血鬼になったキミは永遠の愛をはじめる（著：野村美月 / エンターブレイン / ファミ通文庫）
- 陸と千星 〜世界を配る少年と別荘の少女（著：野村美月 / エンターブレイン / ファミ通文庫）
- ウソつきたちのクリスマス（著：みうらかれん / NHKオンライン / オトナヘNovel）
- TROUBLE-A Part1・足りない言葉（著：みうらかれん / NHKオンライン / オトナヘNovel）
- 楽園への清く正しき道程（著：野村美月 / エンターブレイン / ファミ通文庫）
- ただ、それだけでよかったんです（著：松村涼哉 / アスキー・メディアワークス / 電撃文庫）
- TROUBLE-A Part2・ゆがんだ鏡（著：みうらかれん / NHKオンライン / オトナヘNovel）
- 神神神は、罪に三度愛される（著：梨沙 / 朝日新聞出版 / 朝日エアロ文庫）
- 死んでも死んでも死んでも死んでも好きになると彼女は言った（著：斧名田マニマニ / 集英社 / ダッシュエックス文庫）
- おはよう、愚か者。おやすみ、ボクの世界（著：松村涼哉 / アスキー・メディアワークス / 電撃文庫）
- 1パーセントの教室 シリーズ（著：松村涼哉 / アスキー・メディアワークス / 電撃文庫）
- 針子の乙女  1 - 2（著：ゼロキ / エンターブレイン / ファミ通文庫）
- 私たちは失いながら生きている（著：いぬじゅん / 一迅社 / メゾン文庫）
- むすぶと本。 『外科室』の一途	（著：野村美月 / エンターブレイン / ファミ通文庫）
- むすぶと本。 『さいごの本やさん』の長い長い終わり（著：野村美月 / KADOKAWA）
- むすぶと本。 『嵐が丘』を継ぐ者（著：野村美月 / エンターブレイン / ファミ通文庫）
- 旅する錬金術師のスローライフ 1 - 2（著：川上とむ/ 双葉社 / Mノベルス）

#### タケオカミホ名義
- 蒼井葉留の正しい日本語（著：竹岡葉月 / 富士見書房 / 富士見ファンタジア文庫）

### コンピュータゲーム
- 拡散性ミリオンアーサー（スクウェア・エニックス）

### CDジャケット
- 朗読CD セロ弾きのゴーシュ（原作：宮沢賢治 / 音の文学館[1]）

### ウェブサービス
- キミラノ パートナーキャラクター　綴野つむぎ[2]（KADOKAWA）

### 画集
- “文学少女”の追想画廊（エンターブレイン）
- “文学少女”の追想画廊2（エンターブレイン）